# Johann Carl May

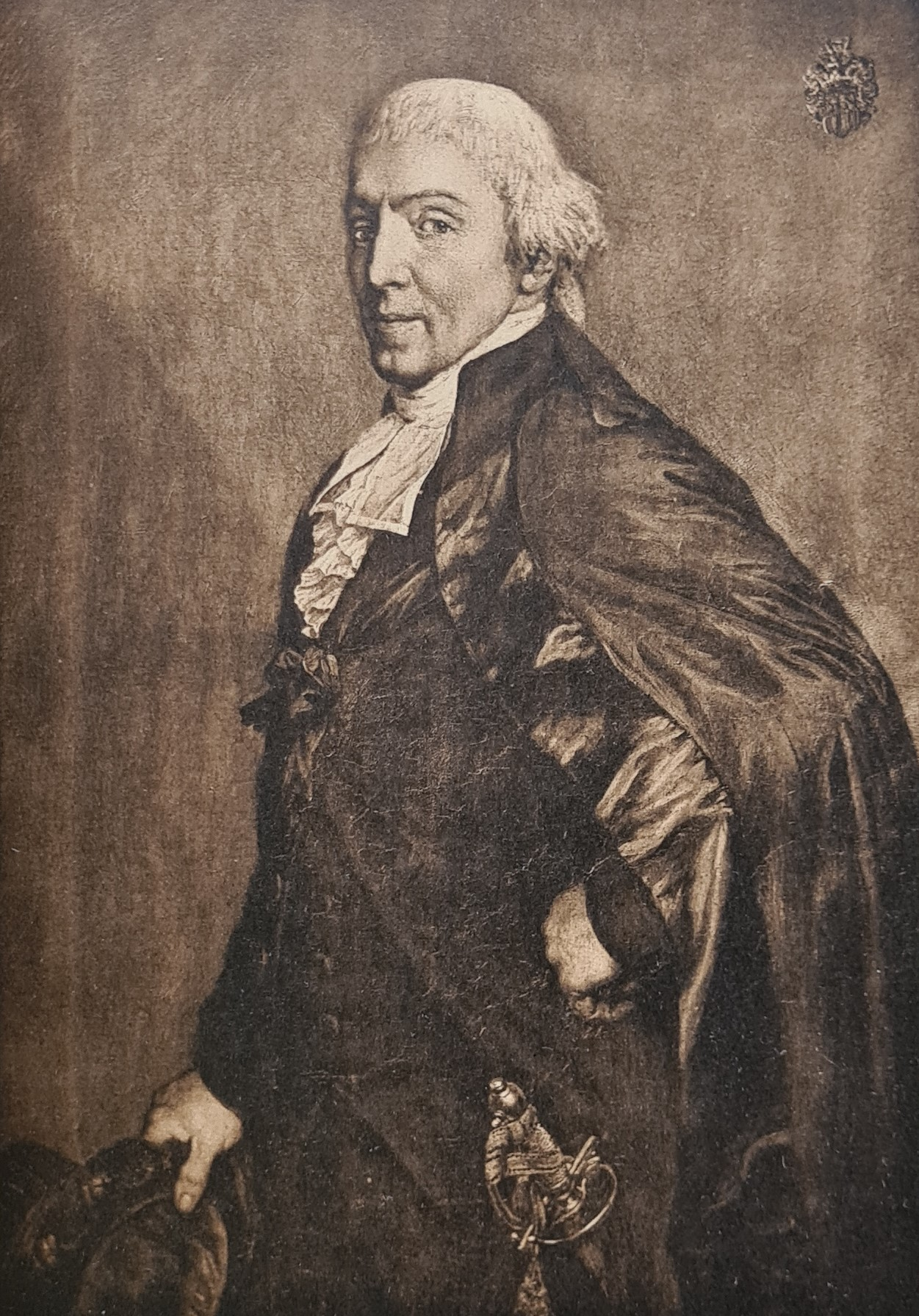
Johann Carl May, Bildnis von Anton Graff (1811)

Johann Carl May (* 20. November 1745 in Nyon; † 30. Juli 1824 in Bern) war ein Schweizer Politiker und Gutsbesitzer.

## Leben
Johann Carl May kam als vierter Sohn des Bartlome May, Major in Sardinischen Diensten und Landvogt zu Nyon, und der Susanna Ursula May zur Welt. Durch einen Pfeilschuss verlor er sein rechtes Auge. 1760 wurde er Eigentümer des Weinguts Belletruche in Mont-sur-Rolle. May gelangte 1775 in den Grossen Rat der Stadt Bern, 1776 wurde er Rathausammann und 1787 Landvogt zu Fraubrunnen. 1786 heiratete er Anna Maria Katharina von Graffenried, die ihm 1787 ihr einziges Kind Karl Rudolf May schenkte. 1793 wurde er in den Kleinen Rat gewählt, ab 1794 bekleidete er das Amt des Zeugherrn. In den Jahren 1803 bis 1816 war er alternierend mit Imbert Jakob Ludwig Berseth Stadtschultheiss (Vorsitzender des Berner Stadtrats), 1814 gelangte er wiederum in den Kleinen Rat. 1805 gehörte er zu den Mitbegründern der «Armen-Direktion» (heute Bernische Stiftung für Private Fürsorge), die sich um die Fürsorge der nichtburgerlichen Einwohner der Stadt Bern kümmerte.
Die Frauenrechtlerin Julie von May war seine Enkelin.